# Lotus tetraphyllus
Lotus tetraphyllus är en ärtväxtart som beskrevs av Carl von Linné. Lotus tetraphyllus ingår i släktet käringtänder, och familjen ärtväxter. Inga underarter finns listade i Catalogue of Life.